# Parafia św. Rafała Kalinowskiego w Łodzi
Parafia pw. Świętego Rafała Kalinowskiego w Łodzi – parafia rzymskokatolicka znajdująca się w archidiecezji łódzkiej w dekanacie Łódź-Olechów. Erygowana 13 maja 1984 roku. Mieści się przy ulicy św. Rafała Kalinowskiego 6. Kościół parafialny wybudowany w latach 1984–1995.

## Proboszczowie
Źródło:
- ks. Antoni Głowa (1984–1997)
- ks. Zdzisław Kowalewski (1997–1999)
- ks. Edmund Suchorski (1999–2013)
- ks. Grzegorz Wojda (2013–2023)
- ks. Sebastian Krawczyk (od 2023)